# Проспект Труда (Воронеж)
Проспе́кт Труда — проспект в Коминтерновском районе Воронежа. Соединяет улицу Урицкого и улицу 9 Января. Протяжённость улицы — 3,6 км.

## История
Новая окраинная улица, отошедшая от Задонского шоссе в северо-восточном направлении, в 1928 году получила название «10-летия Октября», или «10-й годовщины Октября». Первоначально существовала только одна её сторона.
Впоследствии улица развивалась, был спланирован участок к юго-западу от бывшего шоссе (нынешнего Московского проспекта), до современной улицы 9 Января.
В 1962 году улицу 10-летия Октября переименовали в проспект Труда. Поскольку магистраль пролегает в промышленном Коминтерновском районе, ей дали имя, призванное воспевать трудовые почины.
В 1991 году в состав проспекта включена улица Коломенская: от неё в результате реконструкции кварталов оставался лишь небольшой участок, примыкавший к проспекту с севера. До 1957 года Коломенская называлась улицей Жукова в честь известного маршала.
В юго-западной части проспекта действуют несколько заводских предприятий. Северо-восточный отрезок пролегает в жилой зоне, не совмещенной с промышленностью.

## Здания
- № 1 — Отделение почты № 61 (394061)
- № 2 — Здание вневедомственной охраны
- № 2Б — Автотехцентр "Гранд"
- № 8Б — Стоматологическая поликлиника № 6
- № 33 — Военный комиссариат Центрального и Коминтерновского районов г. Воронежа и Воронежской области
- № 38 — Родильный дом № 3 г. Воронежа
- № 46 — Коминтерновский районный суд г. Воронежа (ранее райком комсомола Коминтерновского района)
- № 48  — Станкостроительный завод
- № 48Б  — Гипермаркет "Офисмаг"
- № 59 — Библиотека № 4 им. Е.Исаева
- № 65  — Бизнес-центр "Мегион"
- № 70  — Школа № 39
- № 107А — АЗС "Татнефть" № 622

## Транспорт
- № 8 Завод ВКСМ — Институт (ул. Иркутская)
- № 58 Гипермаркет Линия — Школа № 16
- № 60 Завод ВКСМ — Школа № 64
- № 66 Юго-западный рынок — Перевёрткина
- № 76 Острогожская — Ж/д вокзал "Воронеж-1"